# La Esperanza, Gómez Farías
La Esperanza är en ort i Mexiko.   Den ligger i kommunen Gómez Farías och delstaten Tamaulipas, i den centrala delen av landet, 400 km norr om huvudstaden Mexico City. La Esperanza ligger 85 meter över havet och antalet invånare är 196.
Terrängen runt La Esperanza är platt, och sluttar söderut. Runt La Esperanza är det ganska glesbefolkat, med 34 invånare per kvadratkilometer. Närmaste större samhälle är Xicoténcatl, 7,8 km nordost om La Esperanza. Trakten runt La Esperanza består till största delen av jordbruksmark.